# Iliupoli (gmina)
Iliupoli (gr. Δήμος Ηλιουπόλεως, Dimos Iliupoleos) – gmina w Grecji, w administracji zdecentralizowanej Attyka, w regionie Attyka, w jednostce regionalnej Ateny-Sektor Centralny. Siedzibą i jedyną miejscowością gminy jest Iliupoli. W 2011 roku liczyła 78 153 mieszkańców.